# China Open 2011
Il China Open 2011 è stato un torneo di tennis giocato sui campi di cemento all'aperto. È stata la 13ª edizione del torneo maschile, che appartiene al circuito ATP World Tour 500 series nell'ambito dell'ATP World Tour 2011, e la 15ª del torneo femminile facente parte della categoria Premier nell'ambito del WTA Tour 2011. Sia gli incontri maschili che quelli femminili si sono giocati all'Olympic Green Tennis Center di Pechino, Cina, dall'1 al 9 ottobre 2011.

## Partecipanti WTA

### Teste di serie
| Nazionalità            | Giocatrice               | Ranking* | Testa di serie |
| ---------------------- | ------------------------ | -------- | -------------- |
| Danimarca (bandiera)   | Caroline Wozniacki       | 1        | 1              |
| Bielorussia (bandiera) | Viktoryja Azaranka       | 3        | 2              |
| Russia (bandiera)      | Vera Zvonarëva           | 4        | 3              |
| Cina (bandiera)        | Li Na                    | 5        | 4              |
| Rep. Ceca (bandiera)   | Petra Kvitová            | 6        | 5              |
| Australia (bandiera)   | Samantha Stosur          | 7        | 6              |
| Italia (bandiera)      | Francesca Schiavone      | 8        | 7              |
| Francia (bandiera)     | Marion Bartoli           | 10       | 8              |
| Germania (bandiera)    | Andrea Petković          | 11       | 9              |
| Serbia (bandiera)      | Jelena Janković          | 12       | 10             |
| Polonia (bandiera)     | Agnieszka Radwańska      | 13       | 11             |
| Cina (bandiera)        | Peng Shuai               | 15       | 12             |
| Russia (bandiera)      | Anastasija Pavljučenkova | 16       | 13             |
| Germania (bandiera)    | Sabine Lisicki           | 17       | 14             |
| Italia (bandiera)      | Roberta Vinci            | 18       | 15             |
| Russia (bandiera)      | Svetlana Kuznecova       | 19       | 16             |

* Le teste di serie sono basate sul ranking al 26 settembre 2011.

### Altre partecipanti
Le seguenti giocatrici hanno ricevuto una wildcard per il tabellone principale:
- Zhang Shuai
- Zheng Jie
- Hu Yueyue
- Gisela Dulko
- Zheng Saisai

Le seguenti giocatrici sono passate dalle qualificazioni:

- Eléni Daniilídou
- Chanelle Scheepers
- Barbora Záhlavová-Strýcová
- Laura Robson
- Christina McHale
- Monica Niculescu
- Carla Suárez Navarro
- Virginie Razzano

### Assenze notevoli
- Serena Williams
- Venus Williams (sindrome di Sjögren)
- Marija Šarapova (distorsione alla caviglia)
- Kim Clijsters (infortunio agli addominali)

## Partecipanti ATP

### Teste di serie
| Nazionalità | Giocatore            | Ranking* | Testa di serie |
| ----------- | -------------------- | -------- | -------------- |
| Francia     | Jo-Wilfried Tsonga   | 7        | 1              |
| Francia     | Gaël Monfils         | 9        | 2              |
| Rep. Ceca   | Tomáš Berdych        | 10       | 3              |
| Spagna      | Nicolás Almagro      | 11       | 4              |
| Francia     | Gilles Simon         | 12       | 5              |
| Stati Uniti | Andy Roddick         | 14       | 6              |
| Stati Uniti | John Isner           | 18       | 7              |
| Ucraina     | Aleksandr Dolhopolov | 19       | 8              |

* Le teste di serie sono basate sul ranking al 26 settembre 2011.

### Altri partecipanti
I seguenti giocatori hanno ricevuto una wildcard per il tabellone principale:
- Li Zhe
- Wu Di
- Zhang Ze

I seguenti giocatori sono passati dalle qualificazioni:

- Flavio Cipolla
- Marsel İlhan
- Philipp Kohlschreiber
- Albert Ramos Viñolas
- Grega Žemlja (lucky loser)
- Paul Capdeville (lucky loser)
- Tejmuraz Gabašvili (lucky loser)

## Campioni

### Singolare maschile
Tomáš Berdych ha sconfitto in finale  Marin Čilić per 3–6, 6–4, 6–1.
- È il sesto titolo in carriera per Berdych, il 1° del 2011.

### Singolare femminile
Agnieszka Radwańska ha battuto in finale  Andrea Petković per 7–5, 0–6, 6–4.
- È il 7º titolo della carriera per Agnieszka, il 3° del 2011.

### Doppio maschile
Michaël Llodra /  Nenad Zimonjić hanno sconfitto in finale  Robert Lindstedt /  Horia Tecău per 7–6(2), 7–6(4).

### Doppio femminile
Květa Peschke /  Katarina Srebotnik hanno sconfitto in finale  Gisela Dulko /  Flavia Pennetta con il punteggio di 6–3, 6–4.